# Zillergründl-gát
A Zillergründl-gát egy íves gát a Ziller folyón, az ausztriai Tirol tartományban, a Ziller-völgy felső részén. Mayrhofentől 16 km-re keletre található. A gát elsődleges célja a vízenergia-termelés, és egy 360 MW-os szivattyús-tárolós erőművet támogat. A Zemm-Ziller fejlesztés részeként a gát építése 1981-ben kezdődött, és a Häusling szivattyús-tározós erőművel együtt 1986-ban fejeződött be. Az erőművet 1988-ra helyezték teljes egészében üzembe. A gát a második legmagasabb Ausztriában.

## Tervezés és üzemeltetés
A tengerszint felett 1850,7 m magasan fekvő Zillergründl egy 186 m magas és 502 m hosszú, változó sugarú íves gát, amelynek szerkezeti térfogata 1 373 000 m³. A gát 6 m széles a tetőpontján és 36 m széles az alján. A tározó kapacitása 89 500 000 m³, amelyből 88 800 000 m³ az aktív (vagy "hasznos") kapacitás. Normál vízállásnál a tározó vízgyűjtő területe 67 km². A tározó 1850 m és 1740 m közötti magasságban működik, ami a leeresztési szint.
A tározóból felszabaduló víz 10 km-rel lejjebb a Häusling erőműbe jut. Az erőmű 1060 m magasságban található, és két 180 MW-os Francis-turbinagenerátort tartalmaz. Az erőműnek a magasságkülönbség miatt 744 m hidraulikus vízmagassága van. Az erőmű szivattyús tároló képességét kihasználva a 8 km-re nyugatra, a szomszédos völgyben lévő Stillupp-tározóból kapja a vizet, és felszivattyúzza a Zillergründl-tározóba. A szivattyúzás és a tározó feltöltése éjszaka, alacsony energiaigényű időszakokban történik. A folyamat ismétlődik; a nagy igényű időszakokban áramot termelnek, a szivattyúzás pedig az alacsony igényű időszakokban történik, amikor az áram olcsóbb.